# Там (певачица)
Тамара Поповић (Приштина, 31. август 1995), познатија под уметничким именом Там (стилизовано као tam), српска је певачица, текстописац и композиторка. Музичку каријеру започела је 2019. године када објављује свој први сингл како треба, за који је сама писала текст и музику.

## Биографија
Рођена је у Приштини, али се убрзо због рата на Косову и Метохији преселила у Аранђеловац, а затим у Београд, где и данас живи.
Завршила је Шесту београдску гимназију. Након средње школе уписује Факултету драмских уметности, смер за менаџмент и продукцију у култури и медијима. Дипломирала је у октобру 2018. године.
Музиком почиње професионално да се бави 2019. године, када објављује свој први сингл како треба, за који је сама писала текст и музику. 2021. године објављује свој први ЕП под називом рефлексија.
Потписала је уговор са Universal Music Serbia 2020. године након чега у континуитету ниже синглове којима јасно доказује своје место у поп музици, употпуњеној призвуцима других актуелних жанрова.
До сада се публици представила кроз моћне синглове који откривају различите делове њене личности, међу којима су најистакнутији „Жад“ – летњи хит са саставом Zicer Inc, „погана“, „усне уз ребра (нанана)“ и „мила“ – колаборација са Јyменик, као и кроз ЕП издање „рефлексија“ којим је слушаоце одвела на целовито и посебно музичко путовање.
Синглови „погана“ и „мила“, који представљају енергичне клупске песме посвећене свим моћним женама, њиховом сексипилу и независности, привукли су огромну пажњу публике, показали младу уметницу у њеном пуном сјају и инстант завладали друштвеним мрежама и стриминг сервисима.
Осим што пише текстове, музику и копродуцира своје песме, ради и за друге извођаче. Сарађивала је са домаћим и регионалним продуцентима и певачима као што су Miach, Teya Dora, Z++, Ника Турковић, Jymenik и Pocket Palma, а направила је излет у другачији звук писањем и компоновањем за фолк звезду Мају Беровић.
Од 2019. године део је хипхоп састава Зицер Инц. Наступала је на фестивалима попут Ехit, Sea Dance, Београдског фестивала пива и Нишвила.
Са песмом "Дурум дурум" наступала је на домаћем избору Песма за Евровизију '25, заузела је шесто место у финалу.

## Дискографија

### Синглови
- како треба (2019)
- на холду (2020)
- све даље (2020)
- бржи од свега (2021)
- инфиерно (2021)
- ај ћао (2021)
- инфиерно (ремих, Там и Покет Палмом, 2021)
- Viva Mais (Мими Мерцедез и Там, 2021)
- Чежња (Иван Јегдић и Там, 2021)
- усне уз ребра - нанана (2022)
- не причај о нама (2022)
- погана (2022)
- ризик (2023)
- панонија (2023)
- само не овде (2023)
- мила (Там и Jymenik, 2023)
- дуго (2024)
- на пустом отоку (Z++ и Там, 2024)
- Дурум дурум (2025)

### ЕП

#### Рефлексија(2022)
| №  | Назив                  | Трајање |  |
| 0. | бирала сам             | 2:40    |  |
| 1. | не причај о нама       | 3:10    |  |
| 2. | навучена               | 2:57    |  |
| 3. | талас                  | 3:24    |  |
| 4. | усне уз ребра (нанана) | 2:56    |  |

### Албуми

##### Зицер Инц. - Добар Дил(2021)
| №  | Назив                  | Трајање |  |
| 0. | Жад (Летње смрти, Там) | 3:09    |  |
| 1. | ПП (Нихил, Там)        | 2:18    |  |

#### Зицер Инц. - акоменежелиш(2022)
| №  | Назив                                                   | Трајање |  |
| 0. | прелепе девојке буду тужне некада (Хонта, Андреја, Там) | 2:58    |  |